# Hilgershausen (Bad Sooden-Allendorf)
Hilgershausen ist ein Stadtteil von Bad Sooden-Allendorf im nordhessischen Werra-Meißner-Kreis.

## Geographische Lage
Der Ort liegt rund fünf Kilometer westlich der Kernstadt Bad Sooden-Allendorfs im Geo-Naturpark Frau-Holle-Land (Werratal.Meißner.Kaufunger Wald) auf etwa 270 m ü. NHN Höhe. Der Tiefstpunkt der Hilgershäuser Gemarkung liegt dabei auf 240 m ü. NHN, der Höchstpunkt am Vollungssattel auf etwa 500 m ü. NHN.
Unmittelbar südlich von Hilgershausen vereinigen sich der Dudenbach und der Ottersbach zum Oberrieder Bach, einem Nebenfluss der Werra. Nachbarorte sind Kammerbach im Ostsüdosten und Dudenrode im Südwesten.

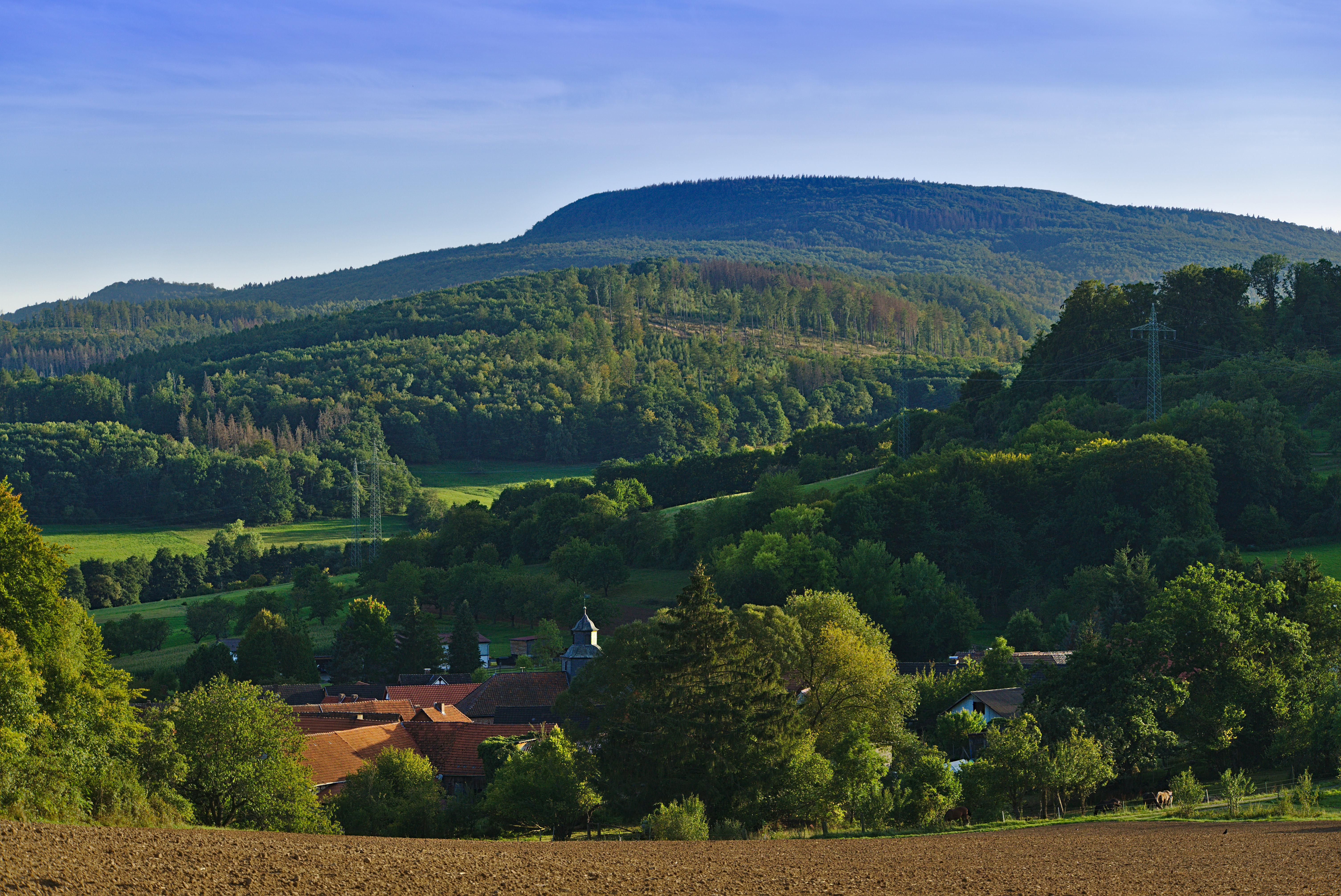
Blick vom Sengherd über Hilgershausen mit Hohen Meißner im Hintergrund.

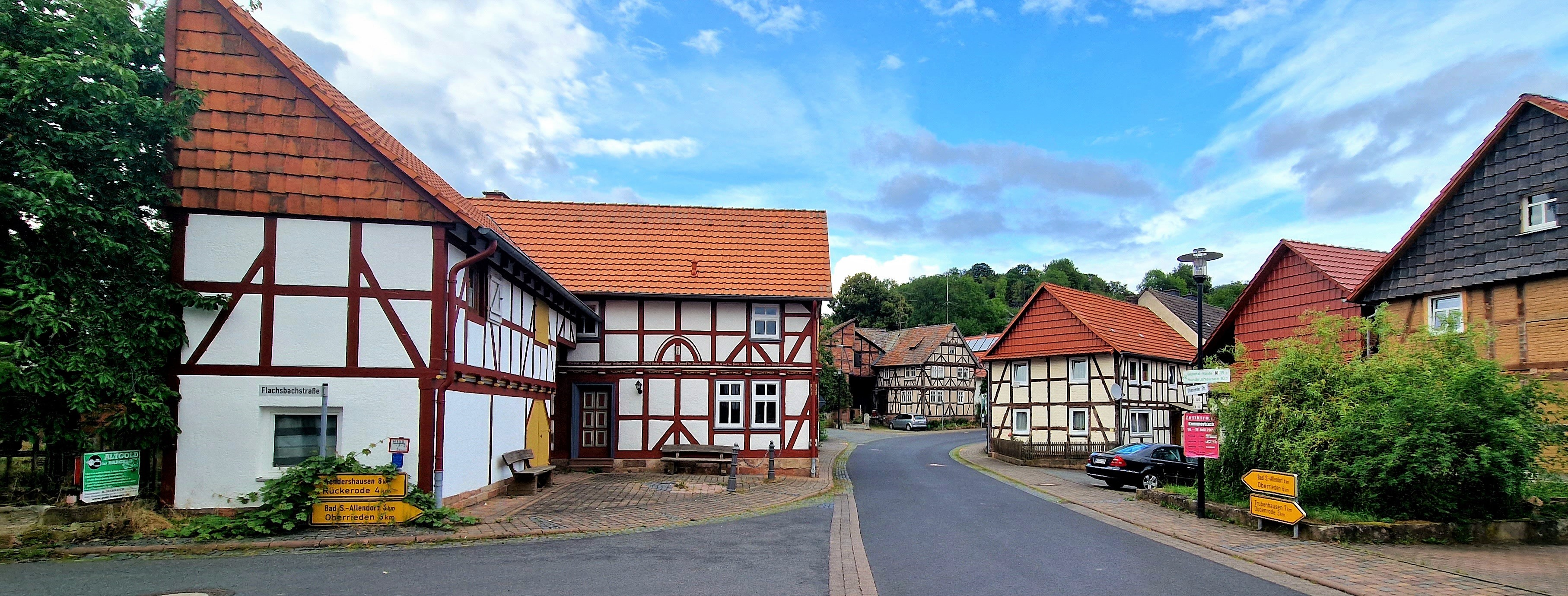
Oberrieder Straße mit Blick auf das Dorfgemeinschaftshaus

## Geschichte
Hilgershausen wurde soweit bekannt urkundlich erstmals im Jahr 1283 als Besitz des Klosters Germerode erwähnt. Von anderen wird das Jahr 1093 als Zeitpunkt der urkundlichen Ersterwähnung angegeben. Der Ort gehörte bis 1821 zum hessischen Amt Ludwigstein/Witzenhausen und danach zum Landkreis Witzenhausen. Während der französischen Besetzung gehörte der Ort zum Kanton Sooden im Königreich Westphalen (1807–1813).
Zum 31. Dezember 1971 wurde der die bis dahin selbständige Gemeinde Hilgershausen auf freiwilliger Basis in die Stadt Bad Sooden-Allendorf eingegliedert. Für Hilgershausen wurde ein Ortsbezirk mit Ortsbeirat und Ortsvorsteher nach der Hessischen Gemeindeordnung gebildet.

## Bevölkerung
Einwohnerstruktur 2011
Nach den Erhebungen des Zensus 2011 lebten am Stichtag, dem 9. Mai 2011, in Hilgershausen 180 Einwohner. Darunter waren keine Ausländer.
Nach dem Lebensalter waren 24 Einwohner unter 18 Jahren, 72 zwischen 18 und 49, 42 zwischen 50 und 64 und 42 Einwohner waren älter.
Die Einwohner lebten in 78 Haushalten. Davon waren 24 Singlehaushalte, 21 Paare ohne Kinder und 27 Paare mit Kindern, sowie 6 Alleinerziehende und keine Wohngemeinschaften. In 15 Haushalten lebten ausschließlich Senioren und in 45 Haushaltungen lebten keine Senioren.
Einwohnerentwicklung
| Quelle: Historisches Ortslexikon |                                                                   |
| • 1466:                          | 22 Hausgesesse                                                    |
| • 1543:                          | 30 Hausgesesse                                                    |
| • 1575/85:                       | 40 Hausgesesse                                                    |
| • 1681:                          | 36 Hausgesesse                                                    |
| • 1747:                          | 46 Mannschaften mit 49 Feuerstellen                               |
| • 1961:                          | 223 evangelische (= 89,92 %), 24 katholische (= 9,68 %) Einwohner |

| Hilgershausen: Einwohnerzahlen von 1748 bis 2016 | Hilgershausen: Einwohnerzahlen von 1748 bis 2016 | Hilgershausen: Einwohnerzahlen von 1748 bis 2016 | Hilgershausen: Einwohnerzahlen von 1748 bis 2016 | Hilgershausen: Einwohnerzahlen von 1748 bis 2016 |
| --- | ------------------------------------------------ | ------------------------------------------------ | ------------------------------------------------ | ------------------------------------------------ |
| Jahr |                                                  |                                                  |                                                  | Einwohner                                        |
| 1748 | 1748                                             |                                                  | 251                                              | 251                                              |
| 1834 | 1834                                             |                                                  | 356                                              | 356                                              |
| 1840 | 1840                                             |                                                  | 337                                              | 337                                              |
| 1846 | 1846                                             |                                                  | 346                                              | 346                                              |
| 1852 | 1852                                             |                                                  | 343                                              | 343                                              |
| 1858 | 1858                                             |                                                  | 340                                              | 340                                              |
| 1864 | 1864                                             |                                                  | 361                                              | 361                                              |
| 1871 | 1871                                             |                                                  | 304                                              | 304                                              |
| 1875 | 1875                                             |                                                  | 304                                              | 304                                              |
| 1885 | 1885                                             |                                                  | 271                                              | 271                                              |
| 1895 | 1895                                             |                                                  | 272                                              | 272                                              |
| 1905 | 1905                                             |                                                  | 257                                              | 257                                              |
| 1910 | 1910                                             |                                                  | 276                                              | 276                                              |
| 1925 | 1925                                             |                                                  | 260                                              | 260                                              |
| 1939 | 1939                                             |                                                  | 468                                              | 468                                              |
| 1946 | 1946                                             |                                                  | 343                                              | 343                                              |
| 1950 | 1950                                             |                                                  | 338                                              | 338                                              |
| 1956 | 1956                                             |                                                  | 291                                              | 291                                              |
| 1961 | 1961                                             |                                                  | 248                                              | 248                                              |
| 1967 | 1967                                             |                                                  | 237                                              | 237                                              |
| 1970 | 1970                                             |                                                  | 235                                              | 235                                              |
| 1980 | 1980                                             |                                                  | ?                                                | ?                                                |
| 1990 | 1990                                             |                                                  | ?                                                | ?                                                |
| 2000 | 2000                                             |                                                  | ?                                                | ?                                                |
| 2011 | 2011                                             |                                                  | 180                                              | 180                                              |
| 2016 | 2016                                             |                                                  | 175                                              | 175                                              |
| Datenquelle: Historisches Gemeindeverzeichnis für Hessen: Die Bevölkerung der Gemeinden 1834 bis 1967. Wiesbaden: Hessisches Statistisches Landesamt, 1968. Weitere Quellen: LAGIS; Stadt Bad Sooden-Allendorf; Zensus 2011 |                                                  |                                                  |                                                  |                                                  |

## Politik
Für Hilgershausen besteht ein Ortsbezirk (Gebiete der ehemaligen Gemeinde Hilgershausen) mit Ortsbeirat und Ortsvorsteher nach der Hessischen Gemeindeordnung.
Der Ortsbeirat besteht aus fünf Mitgliedern. Bei den Kommunalwahlen in Hessen 2021 betrug die Wahlbeteiligung zum Ortsbeirat 81,25 %. Alle Kandidaten gehörten der „Liste Hilgershausen“ an. Der Ortsbeirat wählte Adolf Knierim zum Ortsvorsteher.

## Sehenswürdigkeiten

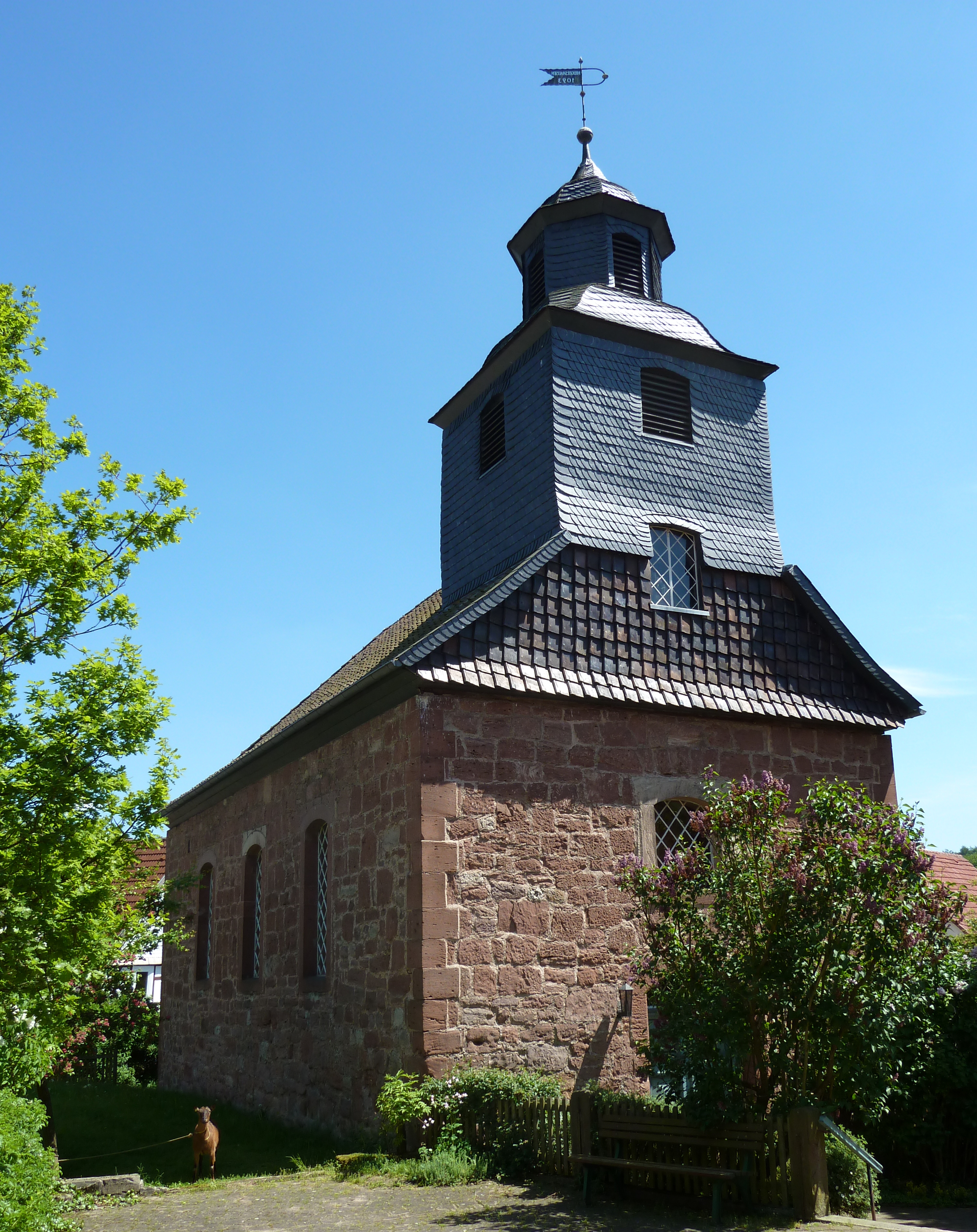
Kirche

- Die heutige evangelische Kirche ist ein Saalbau aus rotem Sandstein und wurde 1771 erbaut. Die Kanzel befindet sich hinter dem von beiden Seiten liturgisch nutzbaren, erneuerten Altar. Ein Taufstein, datiert auf 1595, stammt wohl aus einem Vorgängerbau, auf den auch wegen einer Glocke im Turm und anhand von Archivalien zu schließen ist.[10] Portale befinden sich an der West- und an der Südseite, der Turmaufsatz über der Westfront ist verschiefert. Die Orgel wurde 1840–1841 von dem Eschweger Orgelbauer Eobanus Friedrich Krebaum geschaffen. 1908 wurden die beiden Ost-Fenster seitlich der Kanzel mit künstlerischer Verglasung durch die Glasmalerei-Werkstatt Wilhelm Franke, Naumburg a.d. Saale, ausgestattet; zeitnah entstanden auch neues Gestühl und Lampen, von denen noch Rad- und Wandleuchter erhalten sind.
- Zwischen Hilgershausen und Kammerbach liegt die Höhle des Hohlsteins, einer der größten Höhlenräume Hessens.
- Altes Gericht, ehemaliger Richtplatz, heute Schutzhütte und Rastplatz auf der Vollunge